# Plesiodiadema indicum
Plesiodiadema indicum is een zee-egel uit de familie Aspidodiadematidae.
De wetenschappelijke naam van de soort werd in 1900 gepubliceerd door Ludwig Döderlein.